# 杜泰
杜泰（1482年—？），字□，山東濟南府長清縣人，軍籍，明朝政治人物。

## 生平
弘治十七年（1504年）甲子科山東鄉試第九名舉人。弘治十八年（1505年）中式乙丑科會試第二百七十三名，三甲第一百二十五名進士。正德三年（1508年）任順天府東安縣知縣。歷官故城县、饶阳县知县。

## 家族
曾祖杜克名；祖父杜資；父杜□，母馮氏。具庆下。